# Korçë (kraj)
Kraj Korçë (albánsky Qarku i Korçës) je jeden ze 12 krajů Albánie, na východě země. Skládá se z okresů Devoll, Kolonjë, Korçë a Pogradec: Hlavmím městem je Korçë.
Východní hranice kraje Korçë je zároveň albánskou hranicí se Severní Makedonií a s Řeckem. Kraj sousedí s kraji Gjirokastër na jihozápadě, s Berat na západě a Elbasan na severozápadě. Ve východní části kraje se rozléhá Prespanské a Ochridské jezero (lokalita světového dědictví UNESCO pod názvem „Přírodní a kulturní dědictví ochridského regionu“.